# Priamosia
Priamosia es un género con una especie de plantas de flores perteneciente a la familia Salicaceae. Su única especie:  Priamosia domingensis, es considerada un sinónimo de Xylosma domingensis (Urb.) Alford